# Sveriges värsta bilförare 2014
Sveriges värsta bilförare 2014 var den sjätte säsongen av Sveriges värsta bilförare, som sändes på Kanal 5 mellan den 20 oktober och 22 december 2014. Juryn bestod återigen av Patrik "Budda" Ljungkvist (tidigare Andersson) och Jeanette Jedbäck Hindenburg, tillsammans med den nya jurymedlemmen Johan Sörbom. Programmet spelades in under sensommaren 2014. Själva idén till programmet gick ut på att åtta svenska bilförare tävlade om att inte koras till den värsta av de värsta, och bli utnämnd till Sveriges värsta bilförare. 
Programmet blev uppköpt av SBS Discovery Media när TV4 lade ned programmet efter fem producerade säsonger. Kanal 5 blev den nya kanalen för den sjätte säsongen, och Adam Alsing blev programledare igen och gjorde därmed sin fjärde säsong som programmets programledare.
Likt tidigare säsonger hade varje bilförare med sig en så kallad co-driver, en person som under programmens gång skulle stötta föraren i genomförandet av de olika körövningarna. 

## Förändringar
- En nyhet för säsongen blev att den/de förare som utsågs till Veckans värsta bilförare fick en straffprickning som inför sista programmet blev ett direkt avgörande.
- De förare som under veckorna utsågs till Veckans bästa förare enbart fick körkorten tillbaka men inget annat pris.
- I denna säsong genomfördes inte övningen Uppkörning i finalprogrammet. Däremot fick förarna göra en liknande stadstrafiksövning i det första programmet.

## Jury
Juryn i denna säsong bestod av: 
- Patrik "Budda" Ljungkvist, före detta racerförare, numera testförare och professionell kommentator inom motorsport.
- Jeanette Jedbäck Hindenburg, trafikpedagog och ordförande för Sveriges Trafikskolors Riksförbund Stockholm. Driver dessutom Stockholms Trafiklärarutbildning.
- Johan Sörbom, f.d. polis och yrkesofficerare.

I varje program deltog endast två av tre jurymedlemmar. Dock vid den sista juryöverläggningen deltog samtliga tre medlemmar. 

## Deltagare
I denna säsong deltog dessa förare:
| Förare                    | Ålder | Bostad         | Medförare                              | Resultat                              |
| ------------------------- | ----- | -------------- | -------------------------------------- | ------------------------------------- |
| Susanne Laaksonen         | 53    | Gunnarsbyn     | Lena Hansson, 50, Råneå                | Fick lämna tävlingen efter avsnitt 2. |
| Weronica Jansson Rådberg  | 34    | Sunne          | Felicia Rådberg, 15, Sunne             | Fick lämna tävlingen efter avsnitt 4. |
| Susanne Wallenius Bystedt | 58    | Piteå          | Lennart Bystedt, 60, Piteå             | Fick lämna tävlingen efter avsnitt 6. |
| Mikael "Micke" Larsen     | 21    | Arboga         | Johannes Framstad, 21, Skinnskatteberg | Fick lämna tävlingen efter avsnitt 8. |
| Samuel Andersson          | 30    | Boden          | Birgit Johansson, 48, Boden            | Fjärde plats, efter avsnitt 10.       |
| Sofi Engblom              | 24    | Upplands Väsby | Elina Engblom, 18, Johanneshov         | Tredje plats, efter avsnitt 10.       |
| Jessica Bäckman           | 24    | Norrköping     | Viktoria Östlund, 29, Stockholm        | Andra plats, efter avsnitt 10.        |
| Magnus "Bamse" Nilsson    | 36    | Helsingborg    | Tenny Engdahl, 39, Ekeby               | Sveriges värsta bilförare 2014        |

1. ↑  Jessica hade mellan avsnitt 1–3 medföraren Marlene Svensson, 25 år från Norrköping.

## Sammanfattning
| Nr | Sändningsdatum   | Övningar                                                    | Bästa bilföraren                                                                              | Värsta bilföraren                                                                             |
| -- | ---------------- | ----------------------------------------------------------- | --------------------------------------------------------------------------------------------- | --------------------------------------------------------------------------------------------- |
| 1  | 20 oktober 2014  | Bromsövning, Vattentanken, Stadstrafik                      | Ingen                                                                                         | Bamse                                                                                         |
| 2  | 27 oktober 2014  | Stresshantering, Hinderbana, Vippbrädan                     | Susanne L.                                                                                    | Samuel                                                                                        |
| 3  | 3 november 2014  | Väjningsövning, Lägenheten, Möte på smal väg                | Weronica                                                                                      | Jessica                                                                                       |
| 4  | 10 november 2014 | Återvändsgränden, Sjösättning, Överraskningsbana            | Weronica                                                                                      | Sofi                                                                                          |
| 5  | 17 november 2014 | Tillitsoffroad, Fickparkering, Bogsering                    | Ingen                                                                                         | Sofi                                                                                          |
| 6  | 24 november 2014 | Folkrace, Mobilkörning, Avsökningsövning                    | Susanne W.                                                                                    | Bamse                                                                                         |
| 7  | 1 december 2014  | Plötsliga hinder, Fyllekörning, Backslalom                  | Ingen                                                                                         | Jessica                                                                                       |
| 8  | 8 december 2014  | Döda vinkeln, Backa med husvagn, Bilkön                     | Micke                                                                                         | Jessica / Sofi                                                                                |
| 9  | 15 december 2014 | Fickparkering med buss, Dålig sikt, Mörkerkörning           | Ingen                                                                                         | Jessica                                                                                       |
| 10 | 22 december 2014 | Mastodontbana 1, Mastodontbana 2, Duellen, Juryöverläggning | Fjärde plats: Samuel Tredje plats: Sofi Andra plats: Jessica Sveriges värsta bilförare: Bamse | Fjärde plats: Samuel Tredje plats: Sofi Andra plats: Jessica Sveriges värsta bilförare: Bamse |

1. ↑  Weronica fick inte lämna tävlingen efter avsnitt 3.
2. ↑  Efter avsnitt 8 blev både Jessica och Sofi utnämnda till veckans värsta bilförare.

## Avsnittssammanfattning
Avsnitt 1
- Bromsövning

Förarna skulle köra bilen på en raksträcka fram till en mur gjord av flyttkartonger i olika hastigheter. Vid en viss tidpunkt lyste en lampa i bilen som signalerade när föraren skulle bromsa bilen för att inte köra in i muren. Först testades 50 km/h och sedan 70 km/h.
- Vattentanken

Förarna skulle köra en hinderbana och köra mjukt för att undvika att en vattentank på bilens tak läckte in vatten i förarhytten.
- Stadstrafik

Förarna skulle köra en sträcka i stadstrafik och på väg till mål hämta upp en tårta. Co-drivern skulle vara kartläsare. Två jurymedlemmar åkte i en efterföljande bil under hela resan för att kontrollera hur föraren agerade under färden.
Avsnitt 2
- Stresshantering

Förarna skulle köra ut från en smal parkeringsplats utan att bli stressade av störande moment som andra förbipasserande och andra fordon.
- Hinderbana

Förarna skulle köra en hinderbana genom olika moment där fokus låg på kontroll på bilen.
- Vippbrädan

Förarna skulle köra upp bilen på en vippbräda och sedan genom att enbart använda dragläge försöka balansera vippbrädan i fem sekunder. Varje förare fick endast ett försök att klara övningen. I slutet följde en mindre ramp som inte gick att balansera på samma sätt som den första brädan.
Avsnitt 3
- Väjningsövning

Förarna skulle köra på en raksträcka och komma upp i en viss hastighet och vid ett visst tillfälle välja att köra genom en av två portar. I det första försöket skulle förarna köra i 50 km/h och väja för en älg gjord i trä och i det andra försöket skulle förarna köra i 70 km/h och välja att antingen väja för en älg gjord av trä eller en pappfigur.
- Lägenheten

Förarna skulle backa genom olika rum och öva på att backa i trånga utrymmen.
- Möte på smal väg

Förarna skulle köra på en skogsväg och därefter fick förarna möte med en ambulans. Efter ett korrekt utfört möte (genom backning till en vändpunkt) skulle förarna fortsätta färden på skogsvägen till ett möte med en monstertruck. Även i detta fallet skulle föraren backa till en vändpunkt och släppa förbi monstertrucken innan övningen kunde avslutas.
Avsnitt 4
- Återvändsgränden

Förarna skulle köra in i en smal gränd och sedan vända bilen och köra ut igen utan att köra in i någon av väggarna (som bestod av en personbil och två bussar). Om föraren ändå körde in i något fick denne en stöt. Även co-drivern kunde få en stöt ifall juryn ansåg att denne inte gjorde ett bra coachjobb.
- Sjösättning

Förarna skulle först lasta på en släpvagn som hade en båt och därefter backa ned släpet i vattnet så att båten kunde sjösättas. Om förarna tog för lång tid på sig kunde juryn avbryta momentet.
- Överraskningsbana

Förarna skulle köra en hinderbana samtidigt som de ovetandes om detta blev störda. Med detta ville juryn testa förarnas förmåga att inte stressa upp sig under sin körning.
Avsnitt 5
- Tillitsoffroad

Förarna skulle köra en bana i off-road med ögonbindel. Co-driverns uppgift var att coacha föraren genom banan.
- Fickparkering

Förarna skulle först ta sig ut från en parkeringsplats, sedan köra en kort bit och därefter parkera vid en annan parkeringsplats. Co-drivern skulle samtidigt bära en bricka med fem glas fyllda med champagne.
- Bogsering

Föraren skulle bogsera co-drivern genom en hinderbana. Om föraren gjorde fel kunde co-drivern trycka på en knapp som gjorde att föraren fick vatten sprutat i ansiktet. Knappen kunde även användas vid andra tillfällen under bogseringen.
Avsnitt 6
- Folkrace

Förarna skulle köra folkrace på en 1600 meter kurvig bana. Tävlingen pågick i fyra varv och där vinnaren sedan vann ett specialpris. Utöver detta delades straffprickar ut till förarna som placerade sig på andra till sjätte plats: tvåan Micke fick 1 prick, trean Susanne fick 2 prickar, fyran Jessica fick 3 prickar, femman Sofi fick 4 prickar och sexan Bamse fick 5 prickar. Vinnaren Samuel fick ingen tilläggsprick.
- Mobilkörning

Förarna skulle köra en hinderbana och samtidigt samtala i mobiltelefon med någon i juryn.
- Avsökningsövning

Förarna skulle med hjälp av skymd sikt göra en avsökning genom en hinderbana.
Avsnitt 7
- Plötsliga hinder

Förarna skulle köra i en cirkelformad bana och undvika olika hinder som plötsligt kom fram.
- Fyllekörning

Förarna skulle köra en hinderbana med simulerande fylleglasögon (promillehalt 1).
- Backslalom

Förarna skulle öva på att backa mellan uppställda hinder. Förutom att köra lugnt och försiktigt fick varje förare endast 90 sekunder på sig att klara övningen.
Avsnitt 8
- Döda vinkeln

Förarna skulle köra en raksträcka i först 50 km/h (en andra gång i 70 km/h) och vid en viss tidpunkt kolla i döda vinkeln för att välja rätt väg i en väjning.
- Backa med husvagn

Förarna skulle köra på en grusväg och sedan backa in en husvagn vid en viss markering. Övningen skedde i ett riktigt campingområde.
- Bilkön

Förarna fick öva på att hamna i bilkö och övade därmed stress och press från andra förare i trafiken. Övningen skedde dock på inhägnat område.
Avsnitt 9
- Fickparkera en buss

Förarna fick prova att fickparkera en av programmets tre inhyrda bussar.
- Dålig sikt

Förarna fick köra en hinderbana med skymd sikt. Under banans gång blev sikten sämre och sämre, därmed var uppgiften att försöka köra så lugnt som möjligt genom banan.
- Mörkerkörning

Förarna fick köra en hinderbana i natten och pröva olika moment som kan hända i sådan typ av körning.
Avsnitt 10
- Mastodontbana 1

Förarna fick köra en hinderbana där det gällde att dels komma i mål men också att memorera tre trafikskyltar och sedan rita dessa på en tavla. Tävlingen gick på tid där den förare som var snabbast i mål gick vidare till en avgörande duell. Ju fler fel förarparen hade desto mer tidstillägg blev det.
- Mastodontbana 2

De tre förarna som inte klarade första hinderbanan fick nu en ny chans i en ny hinderbana. Här upprepades tidigare övningar som vattentanken, köra i tunnel och backa. Den deltagare som var snabbast/som kom i mål gick vidare till duellen.
- Duellen

De två vinnarförarna i de tidigare övningarna gjorde nu upp om tävlingens fjärdeplats. I tre omgångar skulle de spela fotboll med bilen, dvs. försöka putta in uppblåsbara bollar i ett mål. Varje mål gav två poäng och varje omgång pågick i fem minuter. Vinnaren blev den med flest gjorda mål.
- Juryöverläggning

De tre förare som kört sämst fick nu bli bedömda av juryn om att få titeln Sveriges värsta bilförare 2014. Juryn gjorde en summering av hela säsongen innan ett beslut fattades. Vinnaren fick sedan, förutom titeln, en specialgjord pokal.

## Händelser i programmet

### Bilkrock vid inspelning
Den 26 augusti rapporterade tidningen Aftonbladet om att två deltagare (Jessica och Marlene) hade krockat med en monstertruck under ett tävlingsmoment i programmet. Olyckan skedde då deltagarna skulle köra en hinderbana där man bland annat skulle väja undan för en monstertruck. Istället för att köra förbi trucken körde en av deltagarna in i trucken i en hastighet på 30–40 kilometer i timmen. Trots att säkerhetspersonal fanns på plats tillkallades två ambulanser och en ambulanshelikopter till inspelningsplatsen, då en av deltagarna i den krockade bilen klagade över ryggsmärtor. Kanal 5:s presschef Dan Panas sade i en intervju med Aftonbladet att inför fortsatta inspelningar av programmet skulle se över säkerheten. Händelsen skedde vid det tredje programmets inspelning och efter detta valde Jessicas co-driver Marlene att avsluta sitt uppdrag som co-driver åt Jessica.
En ytterligare incident skedde i det tredje avsnittet då duon "Bamse" & Tenny gjorde väjningsövningen. Då föraren "Bamse" körde in bilen i en av dekorväggarna krossades glaset i bilens front och Tenny fick glassplitter i ögat. Dock visade det sig senare inte vara någon fara för Tennys ögon och han kunde därför fortsätta vara co-driver åt "Bamse". 
Efter dessa två incidenter fick både förare och co-drivers använda säkerhetsutrustning, som exempelvis nackskydd och skyddsglasögon.